# Tribeles australis
Tribeles australis és l'única espècie de planta amb flors del gènere monotípic Tribeles dins la família de les escal·loniàcies (Escalloniaceae). És endèmica del sud de Xile i el sud de l'Argentina.

## Descripció
És un sub-arbust glabre i postrat que pot atènyer els 30 cm d'altura. Les fulles són gruixudes, simples, enteres, amb tres dents a l'àpex i disposades de manera alternada. Les flors són solitàries i hermafrodites, la periant el calze té cinc sèpals i la corol·la és formada per cinc pètals de color blanc o rosat. A l'androceu hi ha cinc estams alternats amb els pètals. El gineceu és tricarpelar, amb un sol Estil (botànica) i un estigma trilobulat,  l'ovari és súper i trilocular, amb 30-50 òvuls per lòcul i la placentació axil·lar. El fruit és una càpsula amb dehiscència loculicida.

## Taxonomia
El gènere Tribeles va ser descrit per primer cop l'any 1863 a la revista Anales de la Universidad de Chile pel botànic alemany-xilè Rodolfo Amando Philippi (1808-1904), com a incertae sedis, sense ser assignat a cap família. L'espècie Tribeles australis va ser publicada per primer cop l'any 1864 a revista Linnaea de Berlín pel mateix Philippi.

### Sinònims
Els següents noms científics són sinònims heterotípics de Tribeles australis:
- Chalepoa magellanica Hook.f.
- Tribeles philippii Macloskie

Els següent nom científic és sinònim heterotípic de Tribeles:
- Chalepoa Hook.f.